# Державний архів Львівської області
49°50′34.674″ пн. ш. 24°2′4.276″ сх. д. / 49.84296500° пн. ш. 24.03452111° сх. д.
Державний архів Львівської області — структурний підрозділ Львівської обласної державної адміністрації, який підзвітний та підконтрольний голові обласної державної адміністрації та Державній архівній службі України. Директором з лютого 2016 року є Ірина Мартенс.

## Адреса
Розташований у Львові на вулиці Підвальній 13 в будівлі Королівського арсеналу, який розташований біля пам'ятника Івана Федоровича. 

## Історія
У грудні 1939 року створено Державний архів Львівської області на базі Львівського державного архіву. До 1941 року архів називався «Львівський обласний історичний архів». З 1941–1958 — Державний архів Львівської області. З 1958–1980 — Львівський обласний державний архів. З 1959 року Львівському обласному архіву передано документи Дрогобицького обласного архіву. З 1980 — Державний архів Львівської області. 
У лютому 2016 року головою Львівської обласної державної адміністрації Олегом Синюткою призначено нового керівника Державного архіву Львівської області — Ірину Мартенс. Попередні посади якої: Управління Укртрансінспекції та інші приватні структури. 

## Фонди
- 5139 фондів, 2542337 од. зб. (27500 л. м) за 1772–2004 роки
- 7922 одиниць зберігання науково-технічної документації за 1964–1985 роки
- 6708 одиниць зберігання кінодокументів за 1959–1986 роки
- 41809 одиниць зберігання фотодокументів за 1946–1993 роки
- 697 одиниць обліку фонодокументів за 1960–1995 роки

## Керівники архіву
- 1918—1939 — Барвінський Євген Іванович
- 1940 — Волошко …
- 1967—1992 — Мінаєва Лідія Михайлівна
- 1992—2012 — Куцинда Вячеслав Іванович
- 2012—2015 — Кравчук Петро Іванованович
- З лютого 2016  — Мартенс Ірина Євгенівна

## Критика
Архів перебуває під критикою через значну затримку виконання довідок соціально-правого характеру, яка триває до чотирьох місяців. У березні 2016 року за інформацією довідкової служби ДАЛО, довідки щодо переселення прямих родичів з території Польщі в Українську РСР за період 1944—1946 років потрібної для шенгенської репатріаційної візи, планується проводити на платній основі.